# 三义乡 (彭水县)
三义乡，是中华人民共和国重庆市彭水苗族土家族自治县下辖的一个乡镇级行政单位。

## 行政区划
三义乡下辖以下地区：
小坝子村、龙竹村、五峰村、龙洋村、弘升村和莲花村。